# Hannah (film)
Pour les articles homonymes, voir Hannah.
Pour plus de détails, voir Fiche technique et Distribution.
Hannah est un film dramatique italien réalisé par Andrea Pallaoro et sorti en 2017. Il a été sélectionné dans la section principale du 74e Festival international du film de Venise.

## Fiche technique
- Titre original : Hannah
- Réalisation : Andrea Pallaoro
- Scénario : Andrea Pallaoro, Orlando Tirado
- Photographie : Chayse Irvin
- Montage : Paola Freddi
- Musique : Michelino Bisceglia
- Pays d'origine : Italie, Belgique, France
- Langue originale : français
- Format : couleur
- Genre : dramatique
- Durée : 95 minutes
- Dates de sortie :
  - Italie : 8 septembre 2017 (74e Festival international du film de Venise).
  - France : 24 janvier 2018

## Distribution
- Charlotte Rampling : Hannah
- André Wilms : le mari d'Hannah
- Stéphanie Van Vyve : Elaine
- Jean-Michel Balthazar : Chris
- Luca Avallone : Albert
- Simon Bisschop : Nicholas
- Fatou Traoré : enseignant de récitation

## Distinctions

### Sélections
- Mostra de Venise 2017 : Coupe Volpi de la meilleure interprétation féminine pour Charlotte Rampling

### Nominations
- César 2019 : César du meilleur film étranger